# 城南站 (京畿道)
城南站（：／ Seongnam yeok */?）是首都圈廣域急行鐵道A路線與首都圈電鐵京江線沿線交會的一座轉乘車站，位於韓國京畿道城南市盆唐區柏峴洞。

## 車站結構
本站月台均設有月台幕門。

### GTX-A月台

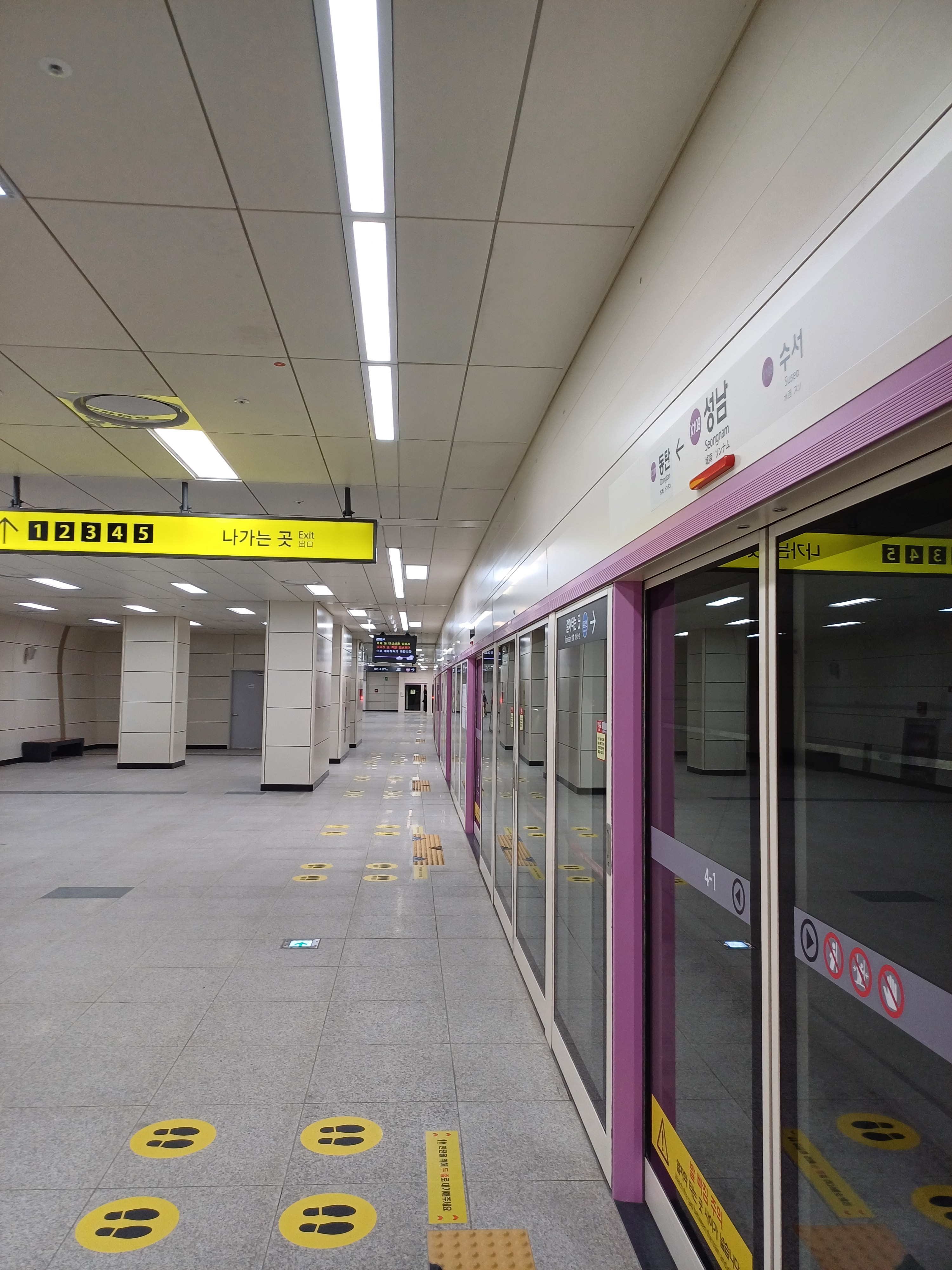
GTX-A候車月台

站體為2面4線的混合式月台。
| ↑ 水西 |
| \| 下  |
| 駒城 ↓ |

| 上行 | ●首都圈廣域急行鐵道A路線 | 水西方向 |
| 下行 | ●首都圈廣域急行鐵道A路線 | 東灘方向 |

### 京江線月台

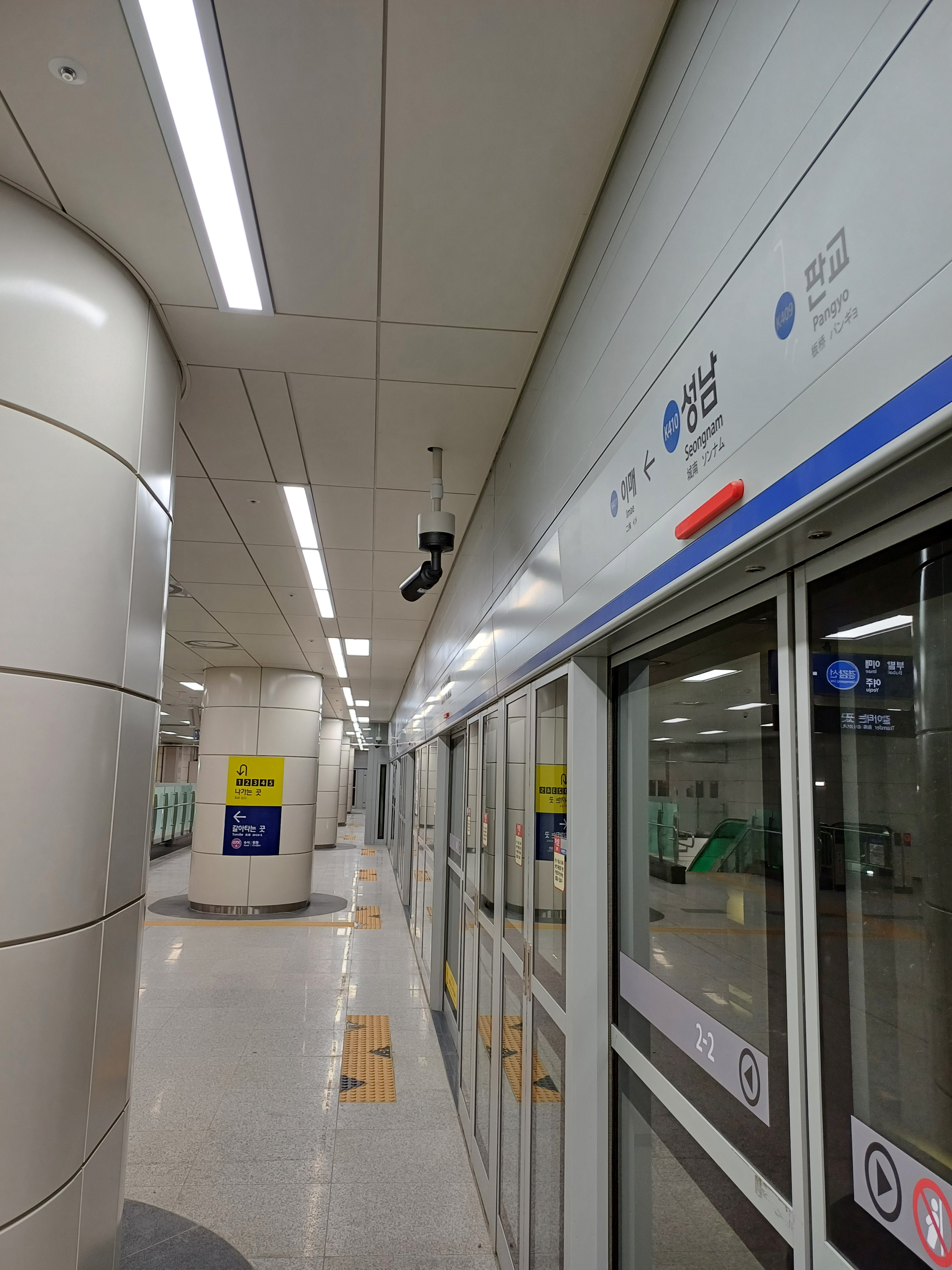
京江線候車月台

站體為2面2線的側式月台。
| ↑ 板橋 |
| \| ２  |
| 二梅 ↓ |

| 1 | ●首都圈電鐵京江線 | 板橋方向                          |
| 2 | ●首都圈電鐵京江線 | 京畿廣州 · 利川 · 夫鉢 · 驪州方向 |

## 歷史
- 2023年12月28日：車站名稱確認為城南站[1]。
- 2024年3月30日：開業。

## 車站周邊
- 洑坪初等學校
- 洑坪中學校
- 洑坪高等學校
- 梅松中學校
- 二梅高等學校

## 相鄰車站
GTX-A營運
●首都圈廣域急行鐵道A路線
水西（X108）－城南（X109）－駒城（X110）
韓國鐵道公社
●首都圈電鐵京江線
板橋（K409）－城南（K410）－二梅（K411）